# José Marcelino de Sá Vargas
José Marcelino de Sá Vargas (Bragança, 14 de Agosto de 1802 — Lisboa, 26 de Agosto de 1876) foi um magistrado judicial e político que, entre outras funções de relevo, foi deputado e par do reino, Ministro do Reino, Ministro da Marinha e Ultramar e Ministro da Justiça. Presidiu à Câmara dos Deputados (1872 a 1874).

## Biografia
Nasceu em Bragança, filho do capitão José de Sá de Carneiro Vargas, de Bragança, e de sua mulher Maria Joaquim Rosa Campos, de Murça. Foi grande proprietário.
Formou-se bacharel em Direito pela Universidade de Coimbra em 1822. Aderiu à Maçonaria na qual fez parte da dissidência anti-cabralista do Supremo Conselho do Grau 33, liderada por José da Silva Carvalho.
Na sua carreira de magistrado, foi juiz do Desembargo do Paço, nomeado a 6 de Maio de 1825. Foi corregedor em Bragança, por nomeação de 18 de Abril de 1834. Atingiu o lugar de juiz do Supremo Tribunal de Justiça. 
Foi eleito deputado para diversas legislaturas (1834-36; 1840-42; 1848-1851; 1851-1852; 1857-1858; 1860-1861; 1871-1874).
Foi Ministro do Reino de 29 de Janeiro a 18 de Junho de 1849, no governo presidido pelo duque de Saldanha.
Ministro da Marinha em Abril de 1860.
Ministro da Justiça no governo do Duque de Ávila e Bolama, de 1 de Março a 13 de Setembro de 1871.
Foi presidente da Câmara dos Deputados entre 1872 e 1874, passando neste último ano a par do reino.
O Abade de Baçal dedica a Sá Vargas várias páginas das suas Memórias (tomo VII), comprovando ter sido uma das figuras mais importantes da sua época.